# 牧野大橋
牧野大橋（まきのおおはし）は、富山県高岡市の一級河川庄川にかかる富山県道351号姫野能町線の桁橋。

## 概要
1997年度（平成9年度）より整備が進められ、2014年（平成26年）3月30日に暫定2車線で開通（11時に開通記念式典、16時より一般車両通行開始）。庄川下流側の新庄川橋と上流側の高新大橋における交通渋滞緩和、伏木富山港の両岸から能越自動車道高岡北インターチェンジ、北陸新幹線新高岡駅へのアクセス向上を目的に建設された。また、同橋の完成により高岡市中心部から牧野地区へ直接アクセスすることが可能になった。開通記念式典では野上浩太郎国土交通大臣（当時）、橘慶一郎衆議院議員も出席した。

## 橋データ
- 左岸 - 富山県高岡市能町
- 右岸 - 富山県高岡市上牧野・射水市宮袋
- 形式 - 鋼7径間連続箱桁橋
- 活荷重 - B活荷重
- 橋長 - 405.000 m
  - 支間割 - ( 2×54.900 m + 4×58.400 m + 58.600 m )
- 幅員
  - 総幅員 - 12.000 m[注釈 1]
  - 有効幅員 - 11.00 m[注釈 1]
  - 車道 - 7.500 m[注釈 1]
  - 歩道 - 片側3.500 m
- 床版 - 鉄筋コンクリート
- 総鋼重 - 1,617 t
- 曲率半径 - 800 m
- 施工 - 川田工業・佐藤鉄工JV
- 架設工法 - トラッククレーンベント工法

この他、桁にワラ色が用いられているなど、工夫したデザインになっている。